# Liste der Monuments historiques in Pont-de-Vaux
Die Liste der Monuments historiques in Pont-de-Vaux führt die Monuments historiques in der französischen Gemeinde Pont-de-Vaux auf.

## Liste der Bauwerke
| Bezeichnung | Beschreibung                     | Standort               | Kennzeichnung | Schutzstatus   | Datum     | Bild           |
| ----------- | -------------------------------- | ---------------------- | ------------- | -------------- | --------- | -------------- |
| Haus Racle  | Erbaut Ende des 18. Jahrhunderts | 53, rue Franche (Lage) | PA01000006    | Inscrit Classé | 1997 1998 | weitere Bilder |

## Liste der Objekte

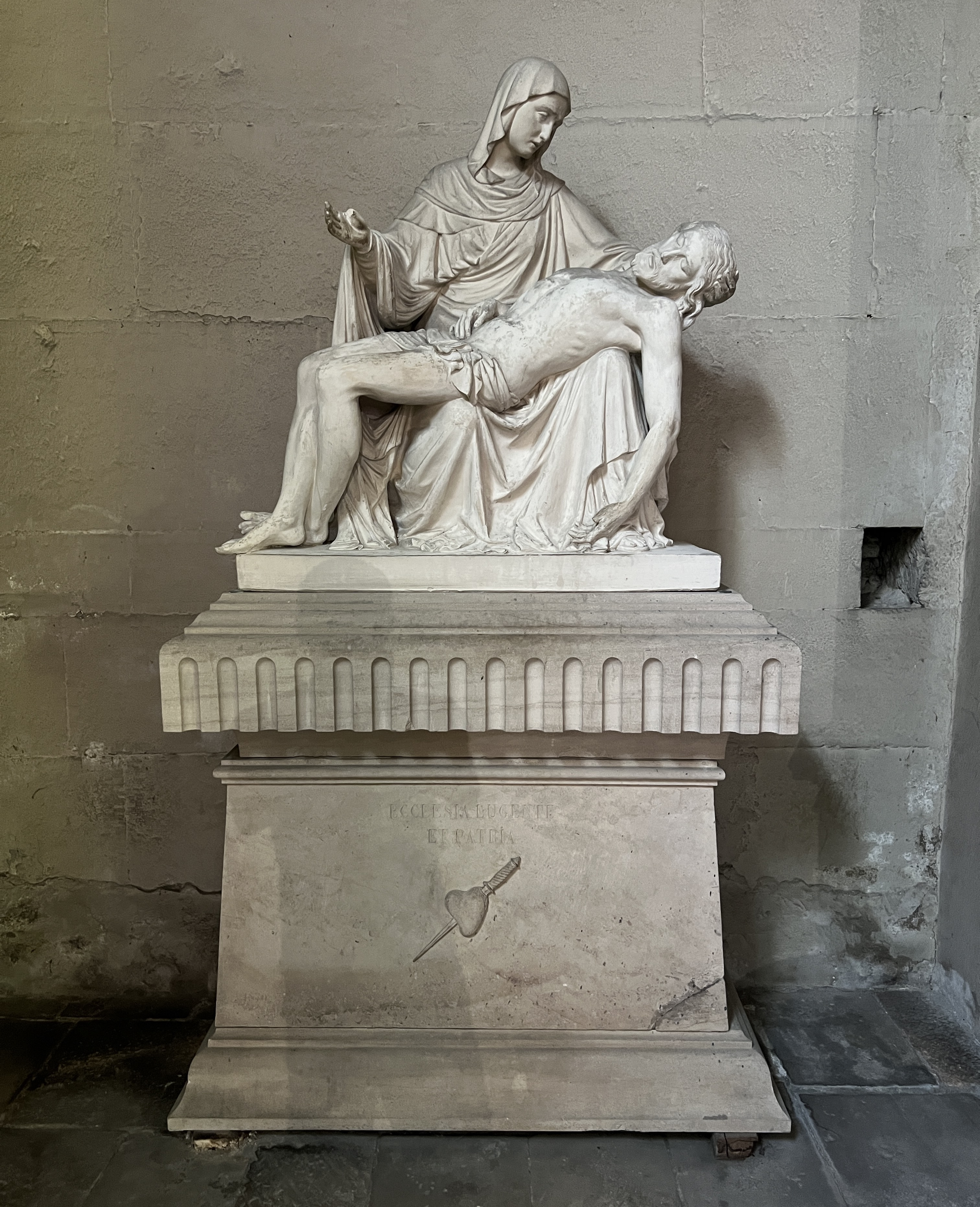
Pietà aus dem 16. Jahrhundert in der Kirche Notre-Dame

- Monuments historiques (Objekte) in Pont-de-Vaux in der Base Palissy des französischen Kultusministeriums